# Скидан Микола Никонорович
Микола Никонорович Скидан (12 лютого 1937) — радянський партійний діяч, секретар Харківського обласного комітету КПУ, 1-й секретар Дзержинського районного комітету КПУ міста Харкова, директор Українського державного проєктного інституту «Важпромелектропроєкт».

## Життєпис
Освіта вища. Член КПРС.
На 1975—1978 роки — 1-й секретар Дзержинського районного комітету КПУ міста Харкова.
До червня 1980 року — заступник голови виконавчого комітету Харківської обласної ради народних депутатів.
10 червня 1980 — 22 грудня 1990 року — секретар Харківського обласного комітету КПУ з питань промисловості.
З грудня 1990 року — директор Українського державного проєктного інституту «Важпромелектропроєкт» у місті Харкові.
Був також засновником приватного акціонерного товариства «Струм» і науково-виробничої та комерційної компанії ТОВ «Інвіком ЛТД» у Харкові.